# Río Lavaca
El río Lavaca es un corto río costero estadounidense que discurre íntegramente por el estado de Texas. Nace en la parte noreste del condado de Gonzales, y discurre generalmente en dirección sureste por las amplias llanuras texanas durante 185 kilómetros hasta su desembocadura en la bahía de Lavaca, que es parte de la bahía de Matagorda. El río nace cerca de la pequeña localidad de Moulton (886hab.en 2010), y tras atravesar Hallettsville (2550 hab.), discurre por las proximidades de Edna (5499 hab.) y Vanderbilt (395 hab.)
El río drena una cuenca de unos 5.900 km². En el río se pescan salmon, trucha, carpa, lucio y lLucioperca.

## Historia
El río fue nombrado originalmente como «Rivière des Vaches» (río de las vacas), por el explorador francés René-Robert Cavelier, Sieur de La Salle a causa de los búfalos que había en la región. La traducción al español dio como resultado Lavaca.
Se ha especulado con que el buque insignia de la flota de Jean Lafitte podría haberse hundido en la parte baja del río.
Durante el siglo XIX el río era navegable normalmente hasta Texana, a unos 50 km de su boca. 

## Economía
Sólo la parte de la cuenca y los recursos hídricos asociados localizados en el Condado de Jackson son gestionados por la Autoridad del Río Lavaca-Navidad (Lavaca-Navidad River Authority), que fue establecida en 1941.